# アルヴィンド・トリヴェディ
アルヴィンド・トリヴェディ （Arvind Trivedi、1938年11月8日 - 2021年10月6日）は、インドの俳優。兄ウペンドラ・トリヴェディと共に40年以上にわたりグジャラート語映画で活動した。

## キャリア
ラーマナンド・サーガルのテレビシリーズ『ラーマーヤナ』のラーヴァナ役で知られ、『Vikram Aur Betaal』などのテレビシリーズでも活動した。この他にヒンディー語映画、グジャラート語映画に250本以上出演している。
1991年から1996年にかけてローク・サバー議員を務め、2002年には中央映画認証委員会委員長に就任した。

## フィルモグラフィ
- Paraya Dhan（1971年）
- Jesal Toral（1971年）
- Jangal Mein Mangal（1972年）
- Aaj Ki Taaza Khabar（1973年）
- Kunwarbai Nu Mamerun（1974年）
- Trimurti（1974年）
- Hothal Padmini （1974年）
- Jogidas Khuman（1975年）
- Santu Rangili（1976年）
- Maniyaro（1980年）
- Dholi（1982年）
- ラーマーヤナ（英語版）（1987年）
- Vikram Aur Betaal（1988年）
- Desh Re Joya Dada Pardesh Joya（1998年）